# Prosto padajoča letalska bomba
Prosto padajoča letalska bomba je bomba, ki se jo odvrže iz letala in pada po balističnih zakonih, saj ne vsebuje sistema vodenja. 
Domet teh bomb je poleg začetne hitrosti in višine odmetavanja zelo odvisen tudi od zračnega upora, zato je njihova oblika v večini primerov zelo aerodinamična, majhna krilca na repu pa pripomorejo k stabilnosti. V nekaterih primerih (npr. pri bombardiranju z nizkih višin) se z dodatkom posebnih krmilnih površin ali majhnim padalom zračni upor namenoma poveča, kar upočasni bombo in letalu omogoča varen umik. Negativna posledica teh ukrepov je zmanjšana natančnost zadetka.
Prostopadajoče bombe so bile do 70. let 20.stoletja praktično edina vrsta bomb. Z uvedbo vodenih (»pametnih«) bomb so nekoliko izgubile na pomenu, vendar se zaradi nizke cene še vedno precej uporabljajo tam, kjer posebna natančnost zadetka ni pomembna.